# 阿龙·霍普金斯
阿龙·霍普金斯（英語：Aaron Hopkins，1979年9月12日—），澳大利亚男子曲棍球运动员。他曾代表澳大利亚国家队参加2002年和2006年英联邦运动会曲棍球比赛，获得二枚金牌。